# Il sogno di mia madre
Il sogno di mia madre è una raccolta di racconti di Alice Munro pubblicati in Italia nel 2000 da Einaudi. La prima edizione in lingua inglese è stata pubblicata da McClelland and Stewart nel 1998.

## Racconti
- Una donna di cuore (The Love of a Good Woman)
- Giacarta
- Cortes Island
- Salvate il mietitore (Save the Reaper)
- Le bambine restano (The Children Stay)
- Ricca sfondata (Rich as Stink)
- Prima che tutto cambi (Before the Change)
- Il sogno di mia madre (My Mother's Dream)

## Edizioni
- Alice Munro, Il sogno di mia madre, traduzione di Susanna Basso, collana Einaudi Tascabili, Einaudi, 2004,  pp. 362, cap. 8, ISBN 88-06-16909-2.